# Propriétés extraterritoriales du Saint-Siège
Les Propriétés extraterritoriales du Saint-Siège en Italie sont des zones d'extraterritorialité situées principalement à Rome et dans d'autres lieux de la ville métropolitaine de Rome.
En dehors du Petit Séminaire Pontifical Romain, tous les territoires de la ville de Rome ont été déclarés patrimoine mondial de l'UNESCO.
Ces zones sont situées sur le sol italien : la souveraineté territoriale a été convenue lors de la signature des pactes du Latran (11 février 1929) ; avec la résolution de la question romaine, par décision du gouvernement italien, ces lieux sont traités selon les règles du droit international comme des ambassades de pays étrangers. La surface totale de ces bâtiments est d'environ 700 000 m2.

## Dans Rome
Dans le centre historique de Rome, mais en dehors de la cité du Vatican :
1. Le complexe de Latran (basilique, palais, université pontificale et bâtiments adjacents) ;
2. Basilique Sainte-Marie-Majeure et bâtiments adjacents ;
3. Basilique Saint-Paul-hors-les-Murs et monastère ;
4. Palais de la Chancellerie, entre le corso Vittorio Emanuele II et le campo de' Fiori ;
5. Palais di Propaganda Fide, piazza di Spagna (siège de la Congrégation pour l'évangélisation des peuples) ;
6. Palais San Callisto (siège du Conseil pontifical Cor unum) à Trastevere ;
7. Palais du Saint-Office, piazza del Sant-Uffizio, adjacent à la basilique Saint-Pierre (siège de la Congrégation pour la doctrine de la foi) comprenant
  1. Collegio Teutonico di Santa Maria dell’Anima, campo Santo Teutonico
  2. Deux-tiers est de la salle Paul-VI (le tiers restant, dont le rostre avec le trône papal, est situé sur le territoire du Vatican)
8. Palais dei Convertendi, via della Conciliazione (siège de la Congrégation pour les Églises orientales) ;
9. Palais Maffei Marescotti (Palais du Vicariat), via della Pigna ;
10. Palazzo delle Congregazioni ai Propilei ;
11. Palais Pio (échangé en 1979 contre  le palais de la Dataria près du palais du Quirinal) ;
12. Pontificio Seminario Romano Minore ;
13. Les propriétés sur le Janicule
  1. Pontificio Collegio Pio Romeno
  2. Pontificio Collegio Ucraino di S. Giosafat
  3. Collège pontifical nord-américain
  4. Hôpital pédiatrique Bambino Gesù
  5. Église Sant'Onofrio al Gianicolo
  6. Université pontificale urbanienne
  7. Area dei Servizi Tecnici della Santa Sede
  8. Collegio Internazionale S. Monica
  9. Curia Generalizia della Compagnia di Gesù
  10. Istituto di Maria Bambina
  11. Église Santi Michele e Magno
  12. Edificio delle Suore Calasanziane
  13. Casa delle Suore dell'Addolorata
  14. Immobili su Borgo Santo Spirito contigui alla Curia dei Gesuiti ;

De même que la cité du Vatican, la plupart de ces propriétés sont inscrites sur la liste du patrimoine mondial de l'Unesco.

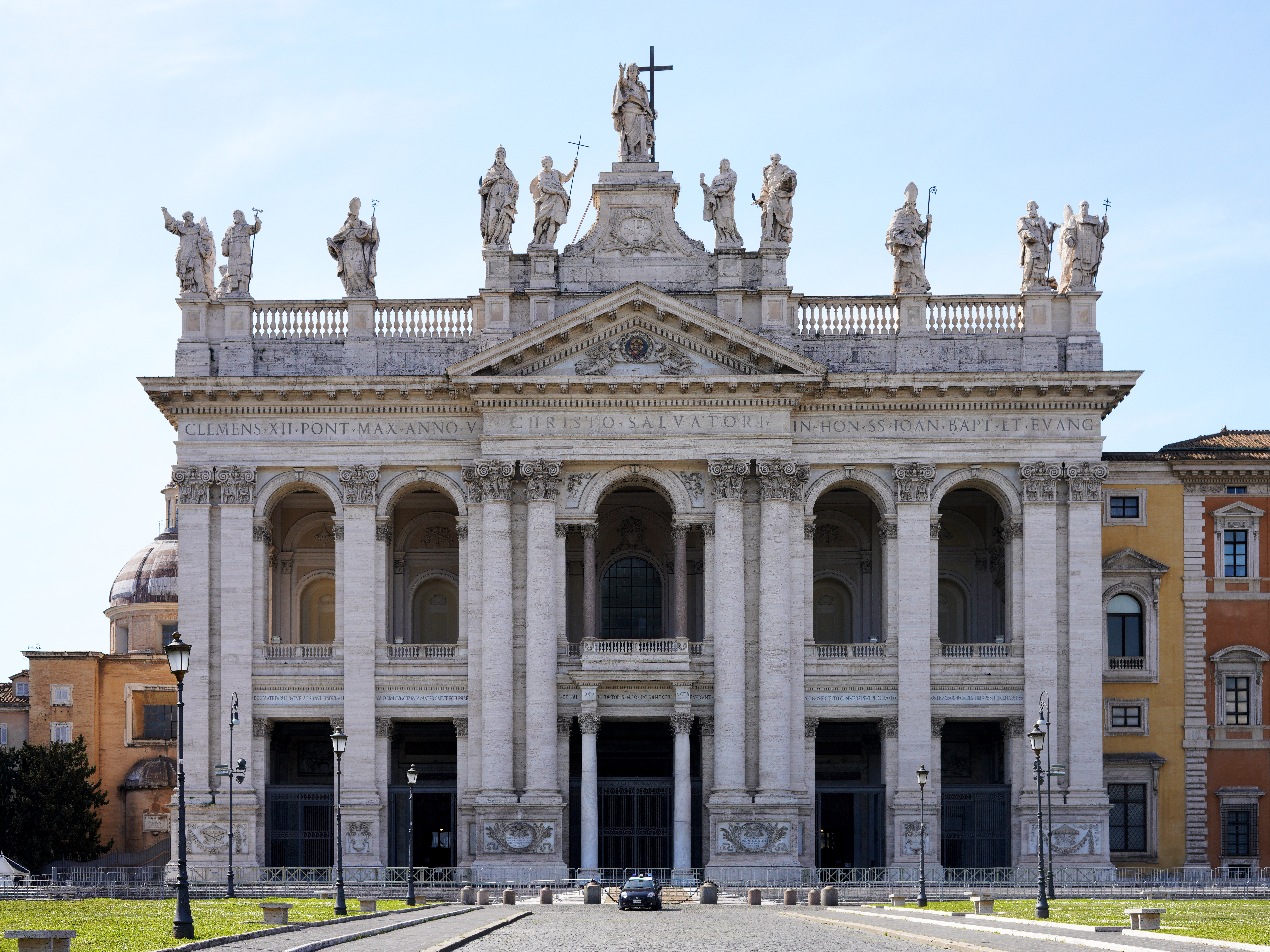
Archibasilique Saint-Jean-de-Latran
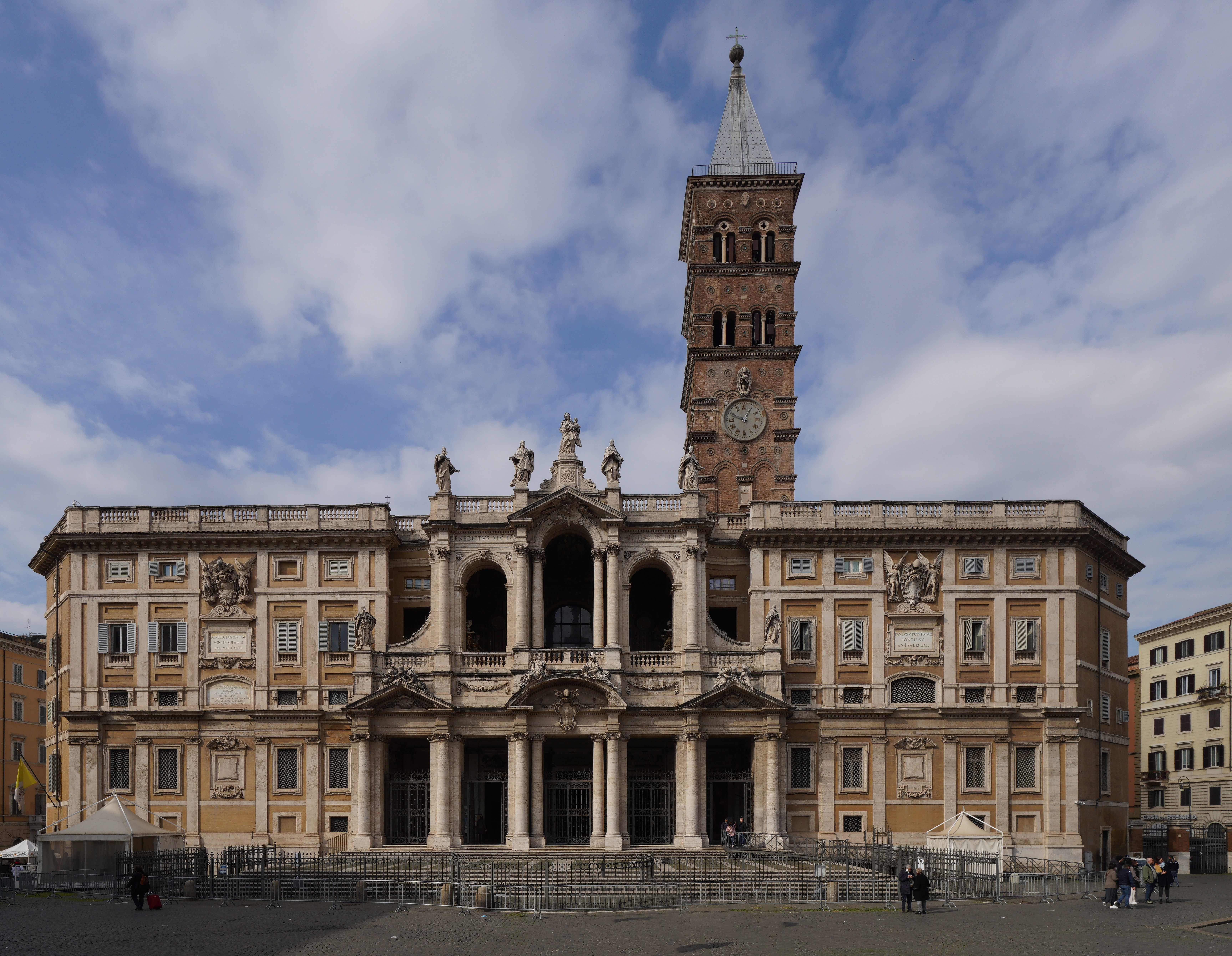
Basilique Sainte-Marie-Majeure
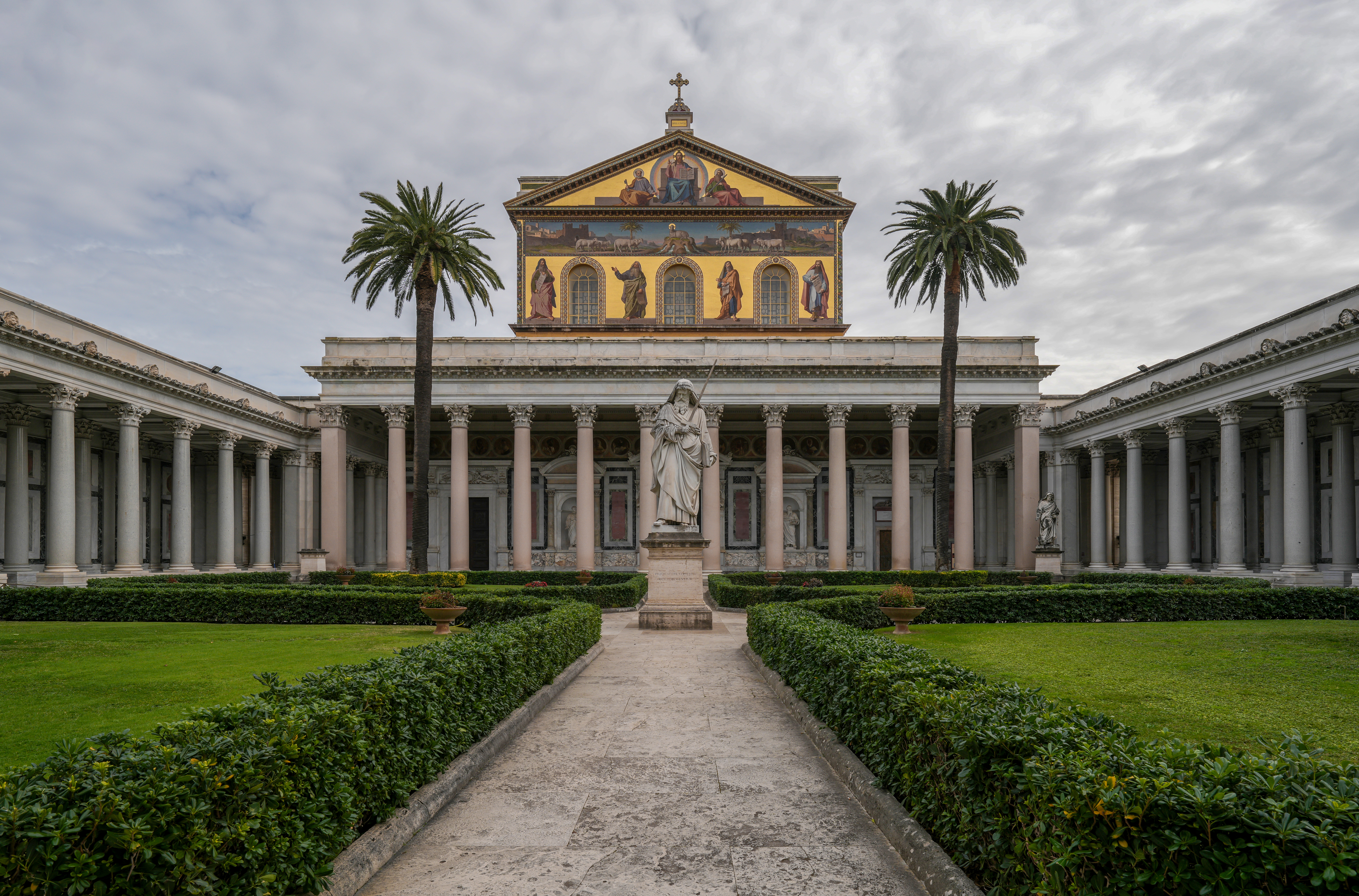
Basilique Saint-Paul-hors-les-Murs
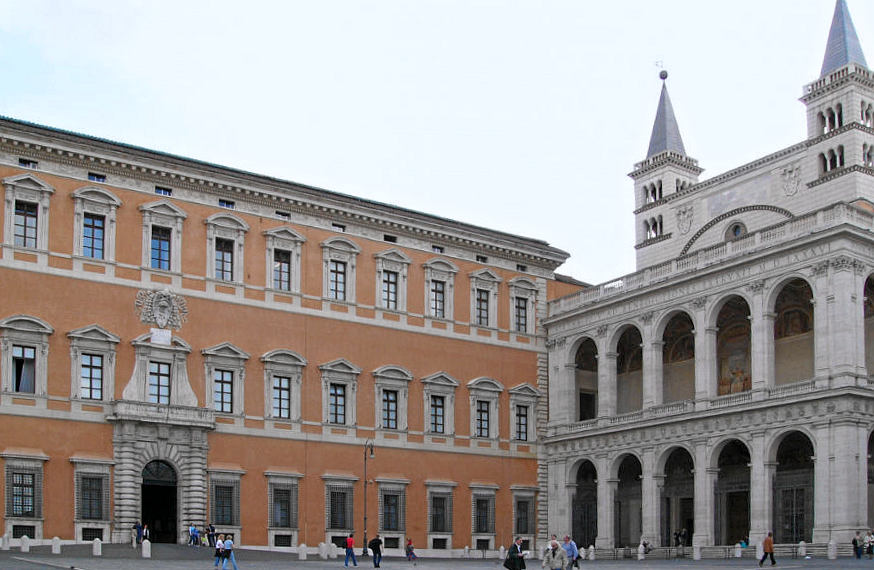
Palais du Latran
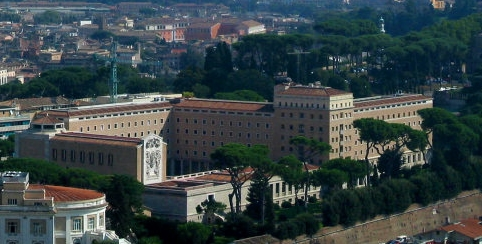
Collège pontifical nord-américain
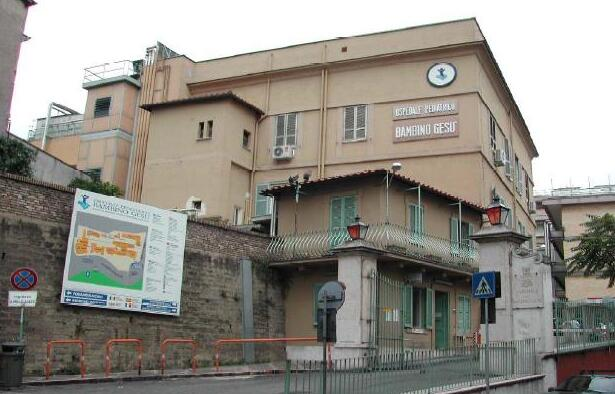
Hôpital pédiatrique Bambino Gesù
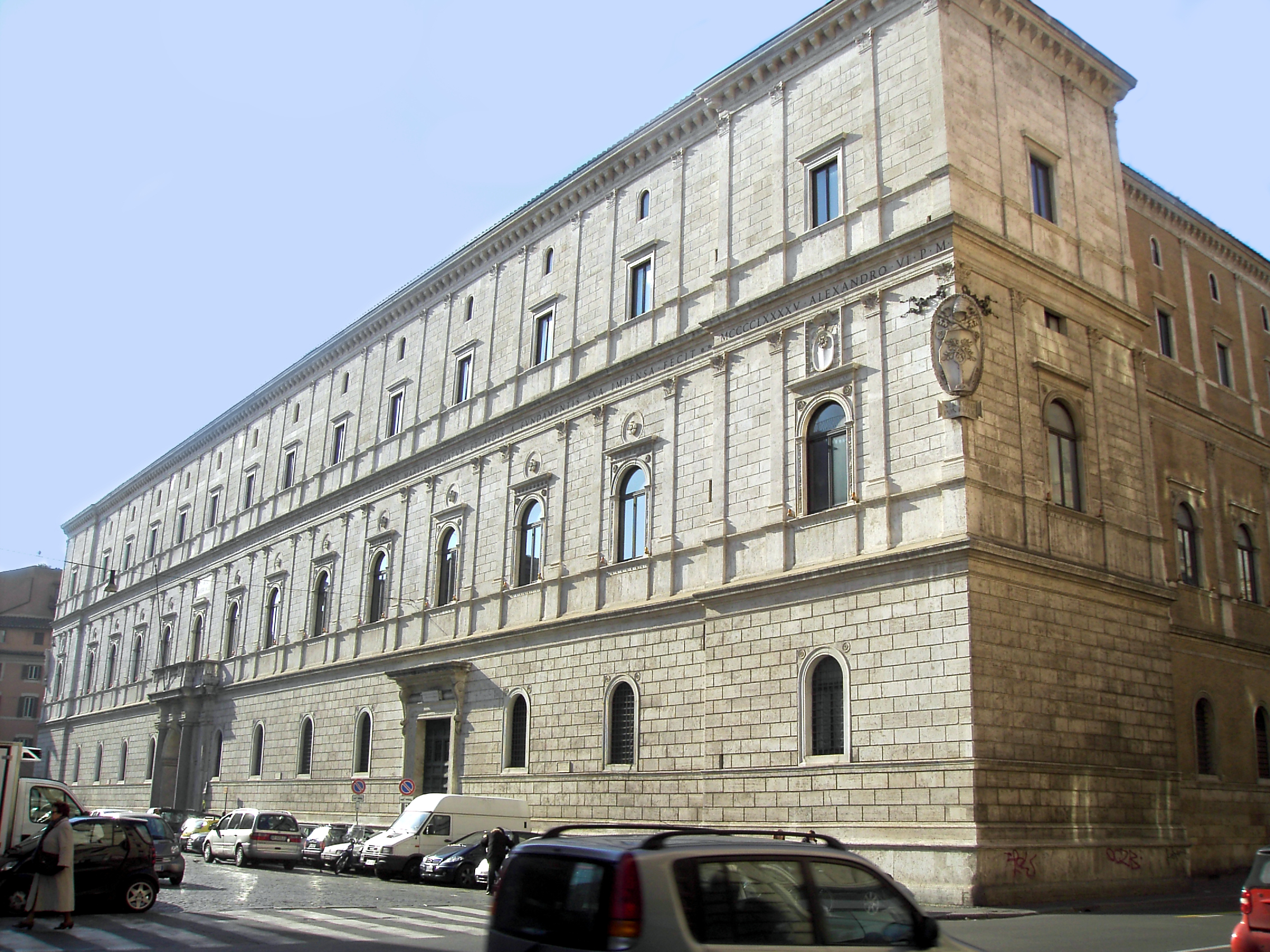
Palais de la Chancellerie
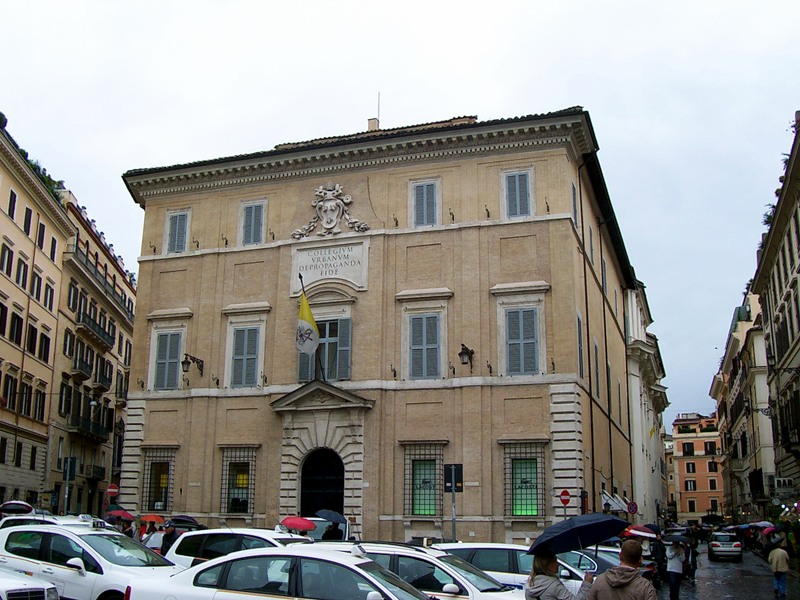
Palais di Propaganda Fide

## Hors Rome
- Castel Gandolfo : palais pontifical, villa Barberini et villa Cybo (ainsi que les jardins adjacents)[2]
- Santa Maria di Galeria : centre d'émission et de transmission de Radio Vatican (depuis 1951)

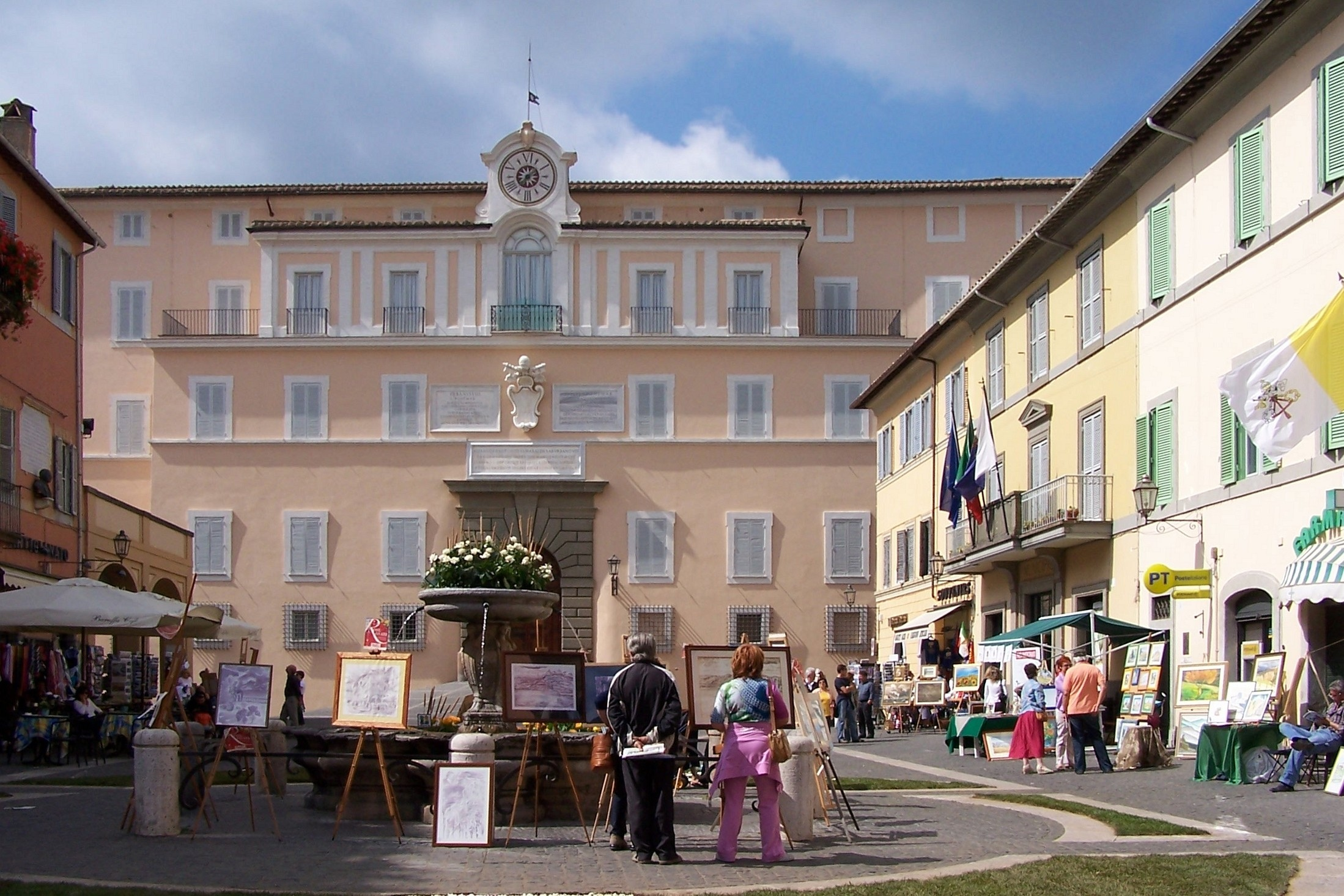
Palais pontifical, Castel Gandolfo
Le territoire extraterritorial de Castel Gandolfo
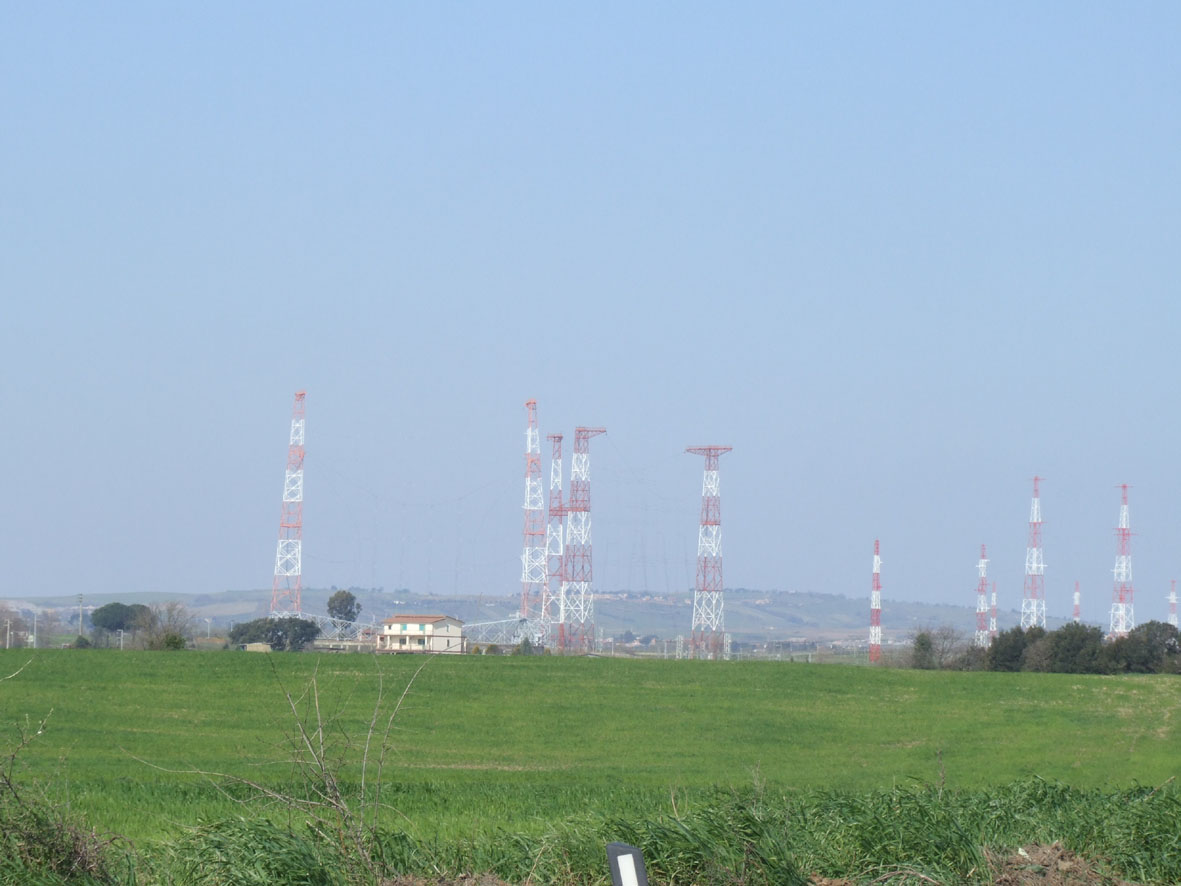
Antennes de Radio Vatican, Santa Maria di Galeria